# Рейфилд, Дональд
Дональд Рейфилд (англ. Donald Rayfield, род. 12 февраля 1942, Оксфорд, Великобритания) — британский литературовед, специалист по русской литературе конца XIX — середины XX века, грузинской литературе, фольклору и лексикологии. Доктор философии (1978).
Профессор-эмерит русской и грузинской литературы Колледжа королевы Марии Лондонского университета. 
Автор переведённых на русский язык книг об А. П. Чехове и авторского исследования «Сталин и его подручные» об истории ВЧК-ОГПУ-НКВД-МГБ с 1917 по 1955 год.

## Биография
В 1952—1959 годах учился в Даличском колледже.
Окончил Колледж Магдалины Кембриджского университета (бакалавр гуманитарных наук, 1963). В 1978 году получил доктора философии в Кембриджском университете.
В 1964—1967 годах преподаватель русского языка в Квинслендском университете.
С 1991 года профессор русской литературы колледжа Королевы Марии Лондонского университета, с 2005 года эмерит.
Под его редакцией вышел двухтомный грузинско-английский словарь. Владеет русским и грузинским языками. В 1985 году посвятил свою научную статью «Сталин как поэт» поэтическому творчеству юного Иосифа Сталина, для которой сделал перевод его шести стихотворений.
C 1963 года женат на Розалинд Мур (Rosalind Moore), трое детей.

## Отзывы
Кирилл Кобрин: …на самом деле очень хорошей книге Рейфилда о Чехове, где нет почти ни слова о творчестве и литературе, зато есть о жизни.

Пётр Вайль: Да. И Рейфилд при этом сразу говорит, если помните, буквально на первой же странице он сразу заявляет об этом. И, действительно, я бы сказал: «Если вы хотите знать о книгах Чехова, то возьмите две книжки Чудакова — „Поэтика Чехова“ и „Мир Чехова“. Если вы хотите знать о личной жизни Чехова, то возьмите Рейфилда».— Читательские итоги 2006 года на Радио Свобода

### Книги
- Anton Chekhov — A Life. — L.: HarperCollins, 1997; New York: Henry Holt, 1998. — ISBN 1-85399-426-X;

русск. пер.: Жизнь Антона Чехова / пер. с англ. Ольги Макаровой. — М.: Независимая газета, 2005. — 864 с. — ISBN 5-86712-163-1; 2-е изд.: М.: Б.С.Г.-Пресс, 2008. — 800 с. — ISBN 978-5-93381-272-2.
- Understanding Chekhov / Bristol Classical Press. — L.: University of Wisconsin Press, 1999. — 295 p.
- The Literature of Georgia — A History / 2nd revised ed. — L.: Curzon Press, 2000. — 360 p. — ISBN 0-7007-1163-5.
- Stalin and his Hangmen. — L.: Penguin Books, 2004. — 528 p. — ISBN 0-670-91088-0; New York: Random House, 2004. — 543 p. — ISBN 0-375-50632-2;

исп. пер.: Stalin y los verdugos / tr. by Amado Diéguez Rodríguez, Miguel Martínez-Lage. — Madrid: Taurus, 2004. — 618 pp. — ISBN 84-306-0512-6;
нем. пер.: Stalin und seine Henker / tr. by Hans Freundl, Norbert Juraschitz. — Munich: Karl Blessing, 2004. — 618 p. — ISBN 3-89667-181-2;
ит. пер.: Stalin e i svoi boia / tr. by Stefania de Franco. — Milano: Garzanti, 2005. — 591 p. — ISBN 88-11-69386-1;
чеш. пер.: Stalin a jeho mistri popravcí. — Prague: Pavel Dobrovský — BETA, 2006. — 432 p.;
русск. пер.: Сталин и его подручные / авторск. пер. с англ., расширенн. и доп. — М.: Новое литературное обозрение, 2008. — 576 с. тираж: 1500 экз. — ISBN 978-5-86793-651-8;
польск. пер.: Stalin i jego oprawcy: szefowie stalinowskiej bezpieki / tr. by A. Kedzierski. — Warsaw: Amber, 2009. — 464 p. — ISBN 978-83-241333-8.
- Edge of Empires: A History of Georgia — L.: Reaktion Books, 2012. — 480 p. — ISBN 978-1-78023-030-6

Пер.: Грузия. Перекресток империй. История длиной в три тысячи лет. — М.: КоЛибри, Азбука-Аттикус, 2017. — 608 с. — 5000 экз. — ISBN 978-5-389-12135-5.

### Словари
- A Comprehensive Georgian-English Dictionary: 2 vols. / Donald Rayfield (editor in chief), with Rusudan Amirejibi, Shukia Apridonidze, Laurence Broers, Ariane Chanturia, Levan Chkhaidze and Tina Margalitadze as assistant compilers. — L.: Garnett Press, 2006. — 1729 p. — ISBN 978-0-9535978-3-4.

### Статьи
- СТАЛИН-ПОЭТ
- Рейфилд Д. Как нас лишили последней невинности // Иностранная литература, 1994, № 3, 204–213. pdf (Взгляд на «1968-й год» в Англии.)
- Рейфилд Д. Заметки об Англии // Иностранная литература, 1994, № 6, 222–236. pdf